# Balthazar River (vattendrag i Dominica)
Balthazar River är ett vattendrag i Dominica.   Det ligger i parishen Saint Andrew, i den nordvästra delen av landet, 30 km norr om huvudstaden Roseau.